# Ciprofloxacina
Ciprofloxacina é um antibiótico do grupo das quinolonas, seu mecanismo de ação é através da inibição da síntese de DNA, especialmente contra bactérias gram-negativas.

## Classificação
- MSRM
- Quinolona de 2ª geração, desde então denominadas fluorquinolona.

## Espectro antimicrobiano
Ativo contra bactérias gram negativas, incluindo P. aeruginosa, N. gonorrhoeae, N. meningitidis, H. influenzae, Chlamydia spp., Mycoplasma spp., entre outros.

## Usos clínicos
Usado infecções do trato urinário, prostatites, gastroenterites severas, doenças sexualmente transmissivéis (DSTs), infecções da pele e tecidos moles, não indicado em Pneumonias por S. pneumoniae. Em medicina veterinária tem indicação para o tratamento de mastites em bovinos por meio da utilização em bisnagas intramamárias.

## Contraindicações
Contraindicado para grávidas, lactantes e crianças até aos 10 anos por terem implicações ao nível das cartilagens ósseas. De acordo com a Charcot-Marie-Tooth Association seu uso também não é indicado para pacientes com essa síndrome independentemente do tipo.

## Efeitos adversos
Efeitos adversos podem envolver danos nos tendões, músculos, juntas, nervos e sistema nervoso central (SNC).